# Шкодиноваць
45°38′ пн. ш. 17°19′ сх. д. / 45.63° пн. ш. 17.31° сх. д.
Шкодиноваць (хорв. Škodinovac) — населений пункт у Хорватії, в Б'єловарсько-Білогорській жупанії у складі громади Джуловаць.

## Населення
Населення за даними перепису 2011 року становило 35 осіб.
Динаміка чисельності населення поселення: